# Niphona excisa
Niphona excisa là một loài bọ cánh cứng trong họ Cerambycidae.